# パール・スタジオ
パール・スタジオ（中国語:东方梦工厂、英語:Pearl Studio）は、中華人民共和国のアニメーション制作会社。旧社名はオリエンタル・ドリームワークス（Oriental DreamWorks）で、2012年8月6日にアメリカのドリームワークス・アニメーションと中国企業によって設立された合弁企業である。
主に中国の文化をテーマにしたアニメ映画や実写映画の制作および中国国内・海外への配給事業を行っている。

## 略歴
2012年8月6日、ドリームワークス・アニメーション（以下DWA）と上海メディアグループを含む中国のパートナー企業3社との共同で設立。出資比率はDWAが45%、パートナー企業は55%で、DWAからの出資額は3億5000万ドル。
2016年1月29日には、DWAとの共同で手掛けた初の長編アニメ作品『カンフー・パンダ3』が公開されたが興行的に振るわず、同社はアニメーターを40人ほどリストラしている。
2018年2月1日、チャイナ・メディア・キャピタルが同社の完全な所有権を取得したことにより、現社名となる。当初は海外向けの長編アニメ映画を「年に1～2作品」のペースで制作する方針だったが、2021年よりヤングアダルト層に向けたコンテンツへ注力する方針へと変更。その一環として企画中の長編アニメ3作品が発表された。また、これと同時に動画配信サービスやインタラクティブメディアなど新たなコンテンツ配給網の開拓や、世界各地のアニメ業界の団体と連携した独自の人材育成プログラムを開始することを発表している。このプログラムはドリームフレーム（Dream Frame）と呼ばれ、開発中の長編アニメ作品、完成済みの短編アニメ作品、その他アニメ関係者を対象とした応募作品の3部門からなるコンペティションを開催し、受賞者には制作資金を援助するなどのサポートを行うとしている。
また、これまでは英語の作品を手掛けていたが、2026年からは中国語の作品を年に1本のペースで公開することを目標としている。
2023年現在、公式サイトが閉鎖されており、同社の活動が確認できない状態にある。

## 作品

### 長編
製作
以下、IMDbの情報を参照。
| 公開年 | 日本語題               | 原題            | 配給(配信)       | 共同制作                                                      | 公開日         | 日本公開日     | 備考                                                          |
| ------ | ---------------------- | --------------- | ---------------- | ------------------------------------------------------------- | -------------- | -------------- | ------------------------------------------------------------- |
| 2016年 | カンフー・パンダ3      | Kung Fu Panda 3 | 20世紀フォックス | ドリームワークス・アニメーション 中国電影集団                 | 2016年01月29日 | 2016年08月19日 | 日本ではNetflixでの独占配信ののち、 DVDとブルーレイがリリース |
| 2019年 | スノーベイビー         | Abominable      | ユニバーサル映画 | ドリームワークス・アニメーション                              | 2019年09月27日 | 2020年06月03日 | 日本ではビデオスルー                                          |
| 2020年 | フェイフェイと月の冒険 | Over the Moon   | Netflix          | Glen Keane Productions ソニー・ピクチャーズ・イメージワークス | 2020年10月23日 | 2020年10月23日 |                                                               |
| 2023年 | モンキー・キング       | The Monkey King | Netflix          | Reel FX Animation                                             | 2023年8月18日  | 2023年8月18日  |                                                               |

追加の制作作業
※すべてドリームワークス・アニメーション制作
| 公開年 | 日本語題                              | 原題                       | 配給                       | 公開日         | 日本公開日     | 備考                     | 参照   |
| ------ | ------------------------------------- | -------------------------- | -------------------------- | -------------- | -------------- | ------------------------ | ------ |
| 2014年 | ヒックとドラゴン2                     | How to Train Your Dragon 2 | 20世紀フォックス           | 2014年06月13日 | 2015年03月19日 | 日本では一部にて劇場公開 | [ 17 ] |
| 2024年 | カンフー・パンダ 4 伝説のマスター降臨 | Kung Fu Panda 4            | ユニバーサル・ピクチャーズ | 2024年3月8日   | 2024年12月4日  | 日本ではビデオスルー     | [ 18 ] |

### テレビ番組
| 放送年        | 日本語題                       | 原題                             | 配給(配信) | 協同制作                                                                | 公開日        | 備考                   |
| ------------- | ------------------------------ | -------------------------------- | ---------- | ----------------------------------------------------------------------- | ------------- | ---------------------- |
| 2022年-2023年 | カンフー・パンダ: 龍の戦士たち | Kung Fu Panda: The Dragon Knight | Netflix    | ドリームワークス・アニメーション・テレビジョン ミクロス・アニメーション | 2022年7月14日 | 同社初参加のテレビ番組 |

### 公開予定
長編
- 八仙之瞒天过海（英題:Eight Immortals）（2026年）[9][21]

### 企画中
長編
- 五鼠闹东京（TBA）[9]
- Lucky（TBA）[22]
- Untitled Chinatown Project（TBA）[22]
- Illumikitty（TBA）[22]
- Anitya（TBA）[8]
- Ultraland（TBA）[8]
- In the Stars（TBA）[8]

## 中国国内への配給
※すべてドリームワークス・アニメーション制作
| 作品名                                                           | 中国公開日     | 参照   |
| ---------------------------------------------------------------- | -------------- | ------ |
| クルードさんちのはじめての冒険 The Croods                        | 2013年4月20日  | [ 23 ] |
| 天才犬ピーボ博士のタイムトラベル Mr. Peabody & Sherman           | 2014年3月28日  | [ 24 ] |
| ヒックとドラゴン2                                                | 2014年8月14日  | [ 25 ] |
| ペンギンズ FROM マダガスカル ザ・ムービー Penguins of Madagascar | 2014年11月14日 | [ 26 ] |
| ホーム 宇宙人ブーヴのゆかいな大冒険 Home                         | 2015年4月24日  | [ 27 ] |